# Nesogobius pulchellus
Nesogobius pulchellus és una espècie de peix de la família dels gòbids i de l'ordre dels perciformes.

## Morfologia
- Els mascles poden assolir 7 cm de longitud total.[4][5]

## Hàbitat
És un peix marí, de clima subtropical i demersal que viu fins als 20 m de fondària.

## Distribució geogràfica
Es troba al sud d'Austràlia: des de Sydney (Nova Gal·les del Sud) fins a Perth (Austràlia Occidental), incloent-hi Tasmània.

## Observacions
És inofensiu per als humans.